# Hofmeisteria
Hofmeisteria es un género de plantas perteneciente a la familia de las asteráceas. Comprende 19 especies descritas y de estas, solo 12 aceptadas.  Es originario de México.

## Descripción
Las plantas de este género sólo tienen disco (sin rayos florales) y los pétalos son de color blanco, ligeramente amarillento blanco, rosa o morado (nunca de un completo color amarillo).

## Taxonomía
El género fue descrito por Wilhelm Gerhard Walpers y publicado en Repertorium Botanices Systematicae. 6(1): 106. 1846-1847[1846]. La especie tipo es Helogyne fasciculata Benth. = Hofmeisteria fasciculata (Benth.) Walp.

## Especiesaceptadas
A continuación se brinda un listado de las especies del género Hofmeisteria aceptadas hasta junio de 2012, ordenadas alfabéticamente. Para cada una se indica el nombre binomial seguido del autor, abreviado según las convenciones y usos.
- Hofmeisteria anomalochaeta (R.M.King) B.L.Turner
- Hofmeisteria crassifolia S.Watson
- Hofmeisteria dissecta (Hook. & Arn.) R.M.King & H.Rob.
- Hofmeisteria fasciculata (Benth.) Walp.
- Hofmeisteria filifolia I.M.Johnst.
- Hofmeisteria gayleana B.L.Turner
- Hofmeisteria malvaefolia (B.L.Rob. & Greenm.) B.L.Turner
- Hofmeisteria mexiae (B.L.Rob.) B.L.Turner
- Hofmeisteria schaffneri (A.Gray) R.M.King & H.Rob.
- Hofmeisteria sinaloensis Gentry
- Hofmeisteria standleyi (S.F.Blake) R.M.King & H.Rob.
- Hofmeisteria urenifolia (Hook. & Arn.) Walp.